# Onustus caribaeus
Onustus caribaeus is een slakkensoort uit de familie van de Xenophoridae. De wetenschappelijke naam van de soort is voor het eerst geldig gepubliceerd in 1857 door Petit de la Saussaye.